# Rosa Sánchez
María Rosa Sánchez Nieto (Barcellona, 5 gennaio 1962) è un'ex cestista spagnola.

## Carriera
Con la Spagna ha disputato i Campionati europei del 1983.